# Robson da Silva
Robson Caetano da Silva (Rio de Janeiro, 4 september 1964) is een Braziliaanse voormalige sprinter.

## Titels
- Pan-Amerikaanse Spelen kampioen 100 m - 1991
- Pan-Amerikaanse spelen kampioen 200 m - 1991
- Zuid-Amerikaans kampioen 100 m - 1993, 1995, 1997
- Zuid-Amerikaans kampioen 200 m - 1985, 1987, 1989, 1991, 1993, 1995
- Zuid-Amerikaans kampioen 4 × 100 m - 1987
- Ibero-Amerikaans kampioen 100 m - 1986, 1988, 1990
- Ibero-Amerikaans kampioen 200 m - 1986, 1988, 1990, 1992
- Ibero-Amerikaans kampioen 4 × 100 m - 1986, 1990, 1998
- Universitair kampioen 200 m - 1989

## Persoonlijke records
Outdoor
| Onderdeel | Prestatie | Datum             | Plaats               |
| --------- | --------- | ----------------- | -------------------- |
| 100 m     | 10,00 s   | 22 juli 1988      | Mexico-Stad          |
| 200 m     | 19,96 s   | 28 augustus 1989  | Brussel              |
| 300 m     | 32,05 s   | 17 september 1991 | Jerez de la Frontera |
| 400 m     | 45,06 s   | 19 mei 1991       | São Paulo            |

Indoor
| Onderdeel | Prestatie | Datum            | Plaats       |
| --------- | --------- | ---------------- | ------------ |
| 60 m      | 6,63 s    | 30 januari 1987  | Sindelfingen |
| 200 m     | 20,65 s   | 26 februari 1989 | Sindelfingen |

## Palmares

### 100 m
- 1983: 6e in ¼ fin. WK - 10,66 s
- 1985:  Zuid-Amerikaanse kampioenschappen - 10,45 s
- 1986:  Ibero-Amerikaanse kampioenschappen - 10,02 s
- 1987: 4e in ¼ fin. WK - 10,53 s
- 1987:  Zuid-Amerikaanse kampioenschappen - 10,39 s
- 1988:  Ibero-Amerikaanse kampioenschappen - 10,08 s
- 1988: 5e OS - 10,11 s
- 1990:  Ibero-Amerikaanse kampioenschappen - 10,12 s
- 1991: 7e WK - 10,12 s
- 1991:  Pan-Amerikaanse Spelen - 10,31 s
- 1991:  Zuid-Amerikaanse kampioenschappen - 10,18 s
- 1992: 6e in ½ fin. OS - 10,32 s
- 1992: 4e IAAF World Cup - 10,34 s
- 1993:  Zuid-Amerikaanse kampioenschappen - 10,58 s
- 1995: 5e in ¼ fin. WK - 10,20 s
- 1995:  Zuid-Amerikaanse kampioenschappen - 10,29 s

Diamond League-resultaten
- 1988:  Athletissima - 10,17 s

### 200 m
- 1983: 5e in reeksen Pan-Amerikaanse Spelen - 21,07 s
- 1984: 6e in ½ fin. OS - 20,80 s
- 1985:  Zuid-Amerikaanse kampioenschappen - 20,70 s
- 1986:  Ibero-Amerikaanse kampioenschappen - 20,43 s
- 1987:  WK Indoor - 20,92 s
- 1987:  Pan-Amerikaanse Spelen - 20,49 s
- 1987: 4e WK - 20,22 s
- 1987:  Zuid-Amerikaanse kampioenschappen - 21,04 s
- 1988:  Ibero-Amerikaanse kampioenschappen - 20,05 s
- 1988:  OS - 20,04 s
- 1989: DSQ finale WK Indoor
- 1989:  Zuid-Amerikaanse kampioenschappen - 20,44 s
- 1989:  Universiade - 20,33 s
- 1989:  IAAF World Cup - 20,00 s
- 1990:  Goodwill Games - 20,77 s
- 1990:  Ibero-Amerikaanse kampioenschappen - 20,43 s
- 1991:  Pan-Amerikaanse Spelen - 20,15 s
- 1991: 4e WK - 20,49 s
- 1991:  Zuid-Amerikaanse kampioenschappen - 20,79 s
- 1992:  Ibero-Amerikaanse kampioenschappen - 20,58 s
- 1992: 4e OS - 20,45 s
- 1992:  IAAF World Cup - 20,56 s
- 1993: DSQ in ½ fin. WK
- 1993:  Zuid-Amerikaanse kampioenschappen - 20,90 s
- 1995: 4e WK - 20,21 s
- 1995:  Zuid-Amerikaanse kampioenschappen - 20,54 s
- 1995: 4e Pan-Amerikaanse Spelen - 20,60 s
- 1996: 4e in ¼ fin. OS - 20,65 s
- 1998: 6e Ibero-Amerikaanse kampioenschappen - 21,08 s

Diamond League-resultaten
- 1987:  BAUHAUS-galan - 20,51 s
- 1987:  Weltklasse Zürich - 20,28 s
- 1988:  Athletissima - 20,26 s
- 1988:  Weltklasse Zürich - 20,26 s
- 1989:  Bislett Games - 20,28 s
- 1989:  BAUHAUS-galan - 20,30 s
- 1989:  Golden Gala - 20,24 s
- 1989:  Weltklasse Zürich - 20,04 s
- 1989:  Memorial Van Damme - 19,96 s
- 1989:  Herculis - 20,24 s
- 1990:  Memorial Van Damme - 20,38 s
- 1990:  Weltklasse Zürich - 20,30 s
- 1991:  Golden Gala - 20,18 s
- 1993:  Golden Gala - 20,54 s
- 1993:  Athletissima - 20,16 s
- 1993:  Weltklasse Zürich - 20,16 s
- 1995:  London Grand Prix - 20,59 s
- 1995:  Herculis - 20,27 s

### 4 x 100 m
- 1983:  Pan-Amerikaanse Spelen - 39,08 s
- 1984: 4e in ½ fin. OS - 39,27 s (Da Silva liep enkel in de reeksen)
- 1986:  Ibero-Amerikaanse kampioenschappen - 39,30 s
- 1987: 4e Pan-Amerikaanse Spelen - 39,85 s
- 1987: 6e in ½ fin. WK - 39,22 s
- 1987:  Zuid-Amerikaanse kampioenschappen - 40,17 s
- 1988: DNF finale Ibero-Amerikaanse kampioenschappen
- 1990:  Ibero-Amerikaanse kampioenschappen - 40,37 s
- 1992:  Ibero-Amerikaanse kampioenschappen - 39,63 s
- 1992:  IAAF World Cup - 38,51 s
- 1994: 4e IAAF World Cup - 39,39 s
- 1995: 6e WK - 39,35 s
- 1995: 7e Pan-Amerikaanse Spelen - 40,07 s
- 1996:  OS - 38,41 s
- 1995: 6e WK - 38,48 s
- 1998:  Ibero-Amerikaanse kampioenschappen - 38,82 s

### 4 x 400 m
- 1992: 4e OS - 3.01,61

- World Athletics: 14176042